# Genimenoides subapterum
Genimenoides subapterum är en insektsart som först beskrevs av Boris Petrovich Uvarov 1927.  Genimenoides subapterum ingår i släktet Genimenoides och familjen gräshoppor. Inga underarter finns listade i Catalogue of Life.